# Centaurea lainzii
Centaurea lainzii — вид квіткових рослин айстрових (Asteraceae). Ендемік пд. Іспанії (Сьєрра Бермеха).
Вид оцінений як той, що перебуває під критичною загрозою (CR) у Червоних книгах Іспанії та Андалусії. Це вид, який регресує передусім через відсутність у нього статевого розмноження, оскільки він дає плоди без життєздатного насіння, тому його нинішнє розмноження відбувається виключно безстатевим способом шляхом фрагментації та розсіювання кореневища. Додаткова загроза (до труднощів розповсюдження) полягає в тиску худоби, якого рослина зазнає, і пожежах, які вразили гори.
Це багаторічна трав'яниста рослина, яка росте на не дуже деградованих земляно-кам'янистих ґрунтах на висоті від 200 до 1100 метрів над рівнем моря. З травня по липень можна спостерігати цвітіння цих характерних поодиноких жовтих квіткових голів. Стебла заввишки до 55 см.